# 大西海子貯水池

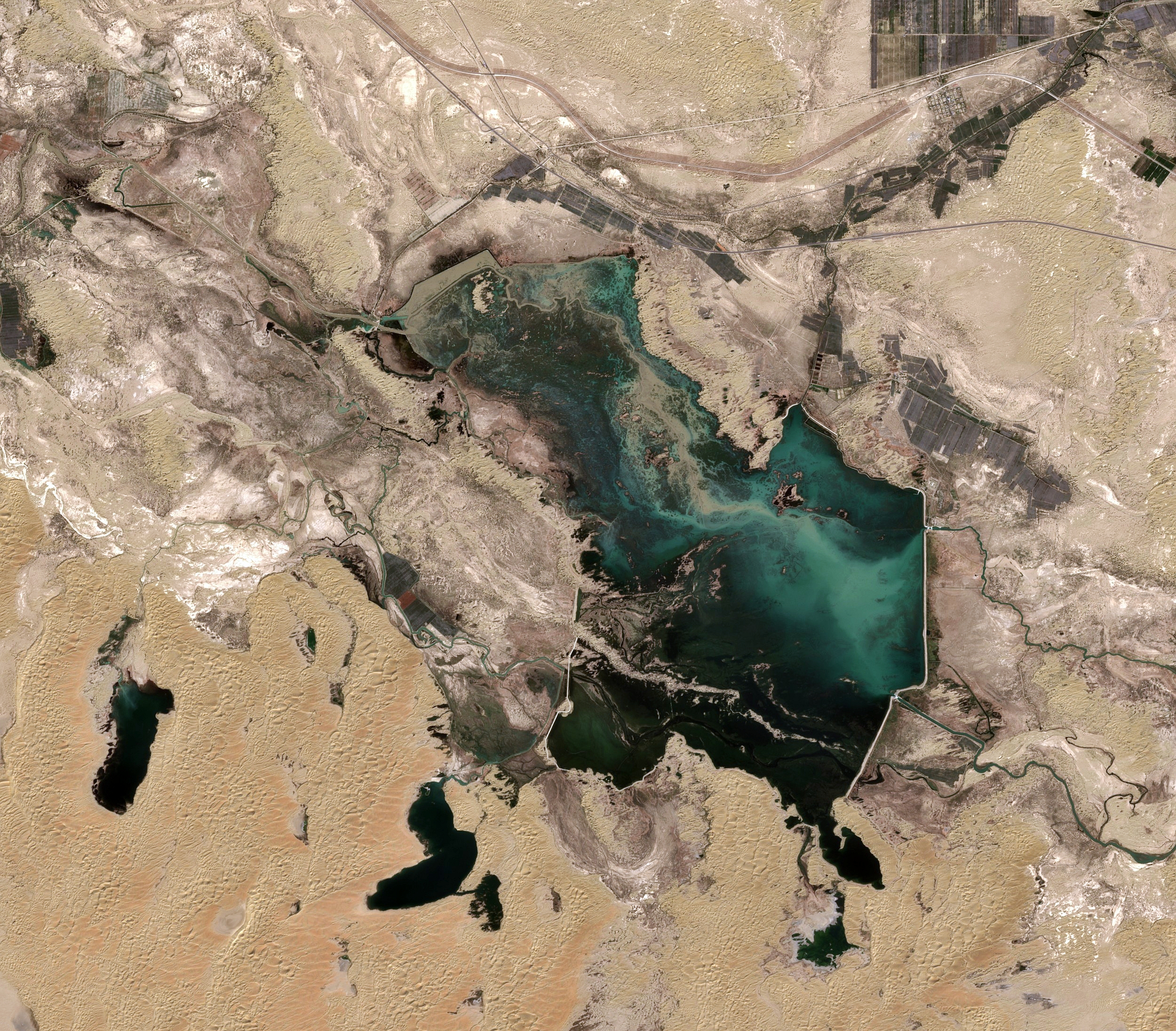
大西海子貯水池の衛星写真（新疆ウイグル自治区）

大西海子貯水池（だいせいかいしちょすいち、中国語: 大西海子水库）は、中華人民共和国新疆ウイグル自治区バインゴリン・モンゴル族自治州ロプノール県の南部に位置し、タリム川下流で最後に堰き止められた貯水池である。
この貯水池は新疆生産建設兵団第二農業建設部によって1959年8月に建設が始まり、1960年に第一期工事が完成し、その後拡張されて、1972年には貯水量は1億8,600万立方メートルに達した。2つの部分、すなわち第一貯水池と第二貯水池に分かれていた。しかし、この貯水池はタリム川本流から流入する水をすべて遮断して灌漑地域に導入したため、320キロメートルの下流の流路とタリム川末端のタイテマ湖がほぼ干上がり、生態環境が悪化した。
2003年には、タリム川流域の総合管理が実施され、大西海子貯水池は「生態貯水池」に指定され、1つの貯水池は放棄され、農業灌漑機能が撤退した。再設計された大西海子貯水池の設計貯水容量は4,739万立方メートル、水表面積は51平方キロメートルである。この貯水池はタリム川とボステン湖の水を貯留し、下流地域の生態環境を改善するために下流地域の生態条件に応じて適切な時期に水を移送する役目をしている。

## 参照項目
- G315国道